# 奧利馬勞環礁

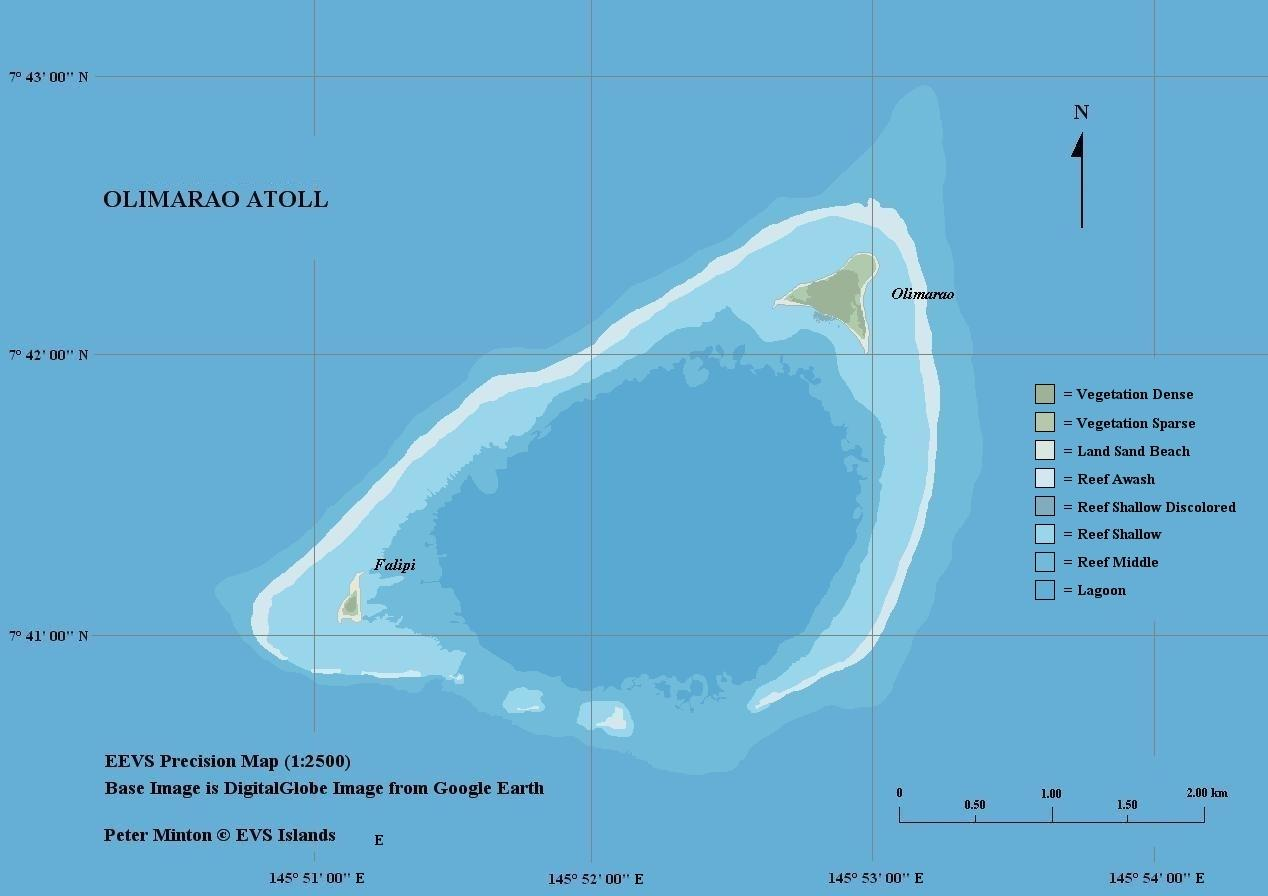

奧利馬勞環礁是西太平洋島國密克羅尼西亞聯邦的環礁，屬於加羅林群島的一部分，位於埃拉托環礁西北35公里，由2個島嶼組成，長5公里、寬3公里，土地面積0.22平方公里，潟湖面積6平方公里，島上無人居住。

## 外部連結
- Marine World Database
- Report of the German South Pacific Expedition 1908-1910
- Polynesia-Micronesia Biodiversity Hotspot （页面存档备份，存于）

7°42′30″N 145°52′15″E / 7.70833°N 145.87083°E